# Cal Berbis
Cal Berbis és un edifici modernista del municipi de Sant Llorenç Savall (Vallès Occidental) que forma part de l'Inventari del Patrimoni Arquitectònic de Catalunya.

## Descripció
És un habitatge unifamiliar d'una sola planta que segueix les premisses modernistes. El frontis mostra una distribució simètrica centrat per la porta principal, amb dues finestres a cada costat. Els murs són arrebossats i presenten un joc de línies ondulants que emmarquen les finestres. L'acabament de la façana mostra un perfil ondulat que es combina amb una decoració de forja amb motius geomètrics. A la façana lateral esquerra, un petit mur d'obra amb reixes de forja tanca el jardinet. En aquesta façana es segueix el joc de línies ondulants i presenta una decoració floral feta amb tessel·les policromes. Sobre la porta i elaborat amb petites tessel·les de ceràmica se situa la data de construcció d'aquesta casa: l'any 1910.